# Esporodermis
S'anomena esporodermis la coberta que envolta i protegeix l'espora tot i que aquest terme s'aplica també al pol·len, considerat la micròspora dels espermatòfits. L'esporodermis està constituïda al seu torn per dues parets: la intina, que limita amb la cèl·lula pol·línica, i l'exina, que envolta la intina. A la paret externa s'han observat al seu torn dues capes de diferent naturalesa química: endexina i ectexina, considerades de dins a fora.